# L'Ère de rien
Albums de Blankass
Blankass
(1996) L'Homme fleur
(2003)
L'Ère de rien est le titre du deuxième album studio du groupe de rock français Blankass.
Cet album, enregistré dans le Berry, est sorti le 2 février 1999 (Universal).

## Liste des titres
1. Pas des chiens (5 min 07 s)
2. L'Ère de rien (4 min 27 s)
3. Ce que tu n'es pas (3 min 54 s)
4. Maître à penser (5 min 19 s)
5. D'où je viens (4 min 08 s)
6. Le Fil de l'épée (4 min 40 s)
7. Le silence est d'or (4 min 18 s)
8. Death or Glory (2 min 46 s)
9. La Belle Armée (4 min 11 s)
10. Tous contre un (4 min 07 s)
11. Tango du dedans (3 min 43 s)